# SoftBank 008Z
シンプルスマートフォン SoftBank 008Z（シンプルスマートフォン ソフトバンク ゼロゼロハチズィー）はZTEによって開発された、ソフトバンクモバイルの第3世代移動通信システム（SoftBank 3G）端末である。SoftBank スマートフォンシリーズのひとつ。OSはAndroid 2.3を搭載している。

## 概要
名前のとおり、「はじめてでも使いやすい」をテーマにしたスマートフォンで、持ち易い大きさ（iPhone 4/4Sを少し大きくした程度）に加え、ホーム画面も目的別に整理されているので操作し易くなっている。

機能面では消費カロリーの測定が出来る「歩数計テクテク」が実装されている。ただし、おサイフケータイ・赤外線通信には非対応である。

毎月基本料の掛かるポストペイドでの契約に加えて、プリペイドでの購入も可能な機種となっている。
また、ショップ店で、有償にてSIMロック解除が可能な端末となっている。

### プリインストールアプリケーション
- ＠アプリ
- Play ストア
- Documents to go
- FMラジオ
- Gmail
- Googleマップ
- Google検索
- Latitude
- monoQR
- SoftBankメール
- Twitter
- Wi-Fiスポット設定
- YouTube
- アラーム
- 音楽
- 音声レコーダー
- お父さんライブ壁紙
- カバコレ
- カメラ
- カレンダー
- かんたん じゃらん
- ギャラリー
- ジョルテ
- シンプル 電卓
- シンプルスマートフォン ホーム等アプリ
- スグデコ！
- ストップウォッチ
- スマートセキュリティ powered by McAfee®
- スマセレ
- 世界時計
- 設定
- ソフトウェア更新
- ダウンロード
- タスク管理
- 着信拒否設定
- 通話履歴
- 使い方ガイド
- デバイス情報通知
- 電卓
- 電波チェッカー
- 電話
- デ辞蔵
- 動画
- トーク
- ナビ
- ニュースと天気
- 認証設定
- ノートパッド
- ピクチャー
- ビデオカメラ
- ビデオ録画
- ファイル管理
- ブラウザ
- プレイス
- マイブック
- メール（GMS Eメール）
- メモ帳 Koememon
- 連絡先
- 音楽･動画
- 音声検索
- 災害用伝言板
- 乗換案内
- 電話帳
- 歩数計テクテク

## その他機能
| 主な対応サービス                                                                                            | 主な対応サービス   | 主な対応サービス                       | 主な対応サービス                               |
| --- | ------------------ | -------------------------------------- | ---------------------------------------------- |
| タッチパネル                                                                                                | WVGA液晶 3.8インチ | フルブラウザ                           | 3G ハイスピード 14.4Mbps(受信) /5.76Mbps(送信) |
| Android 2.3                                                                                                 | Flash 10.3         | WiFi                                   | GPS                                            |
| 503万画素カメラ ライト内蔵                                                                                  | ワンセグ           | デジタルオーディオプレーヤー(AAC)(WMA) | おサイフケータイ                               |
| Bluetooth（Ver.2.1／GAP、SPP、A2DP1.2、AVRCP1.0、GAVD1.0、HFP1.5、OPP[1.0]、HSP1.1、PBAP1.0、OEP[OBEX1.1]） | 赤外線通信         | 防水                                   |                                                |